# Torre de televisión de Bakú

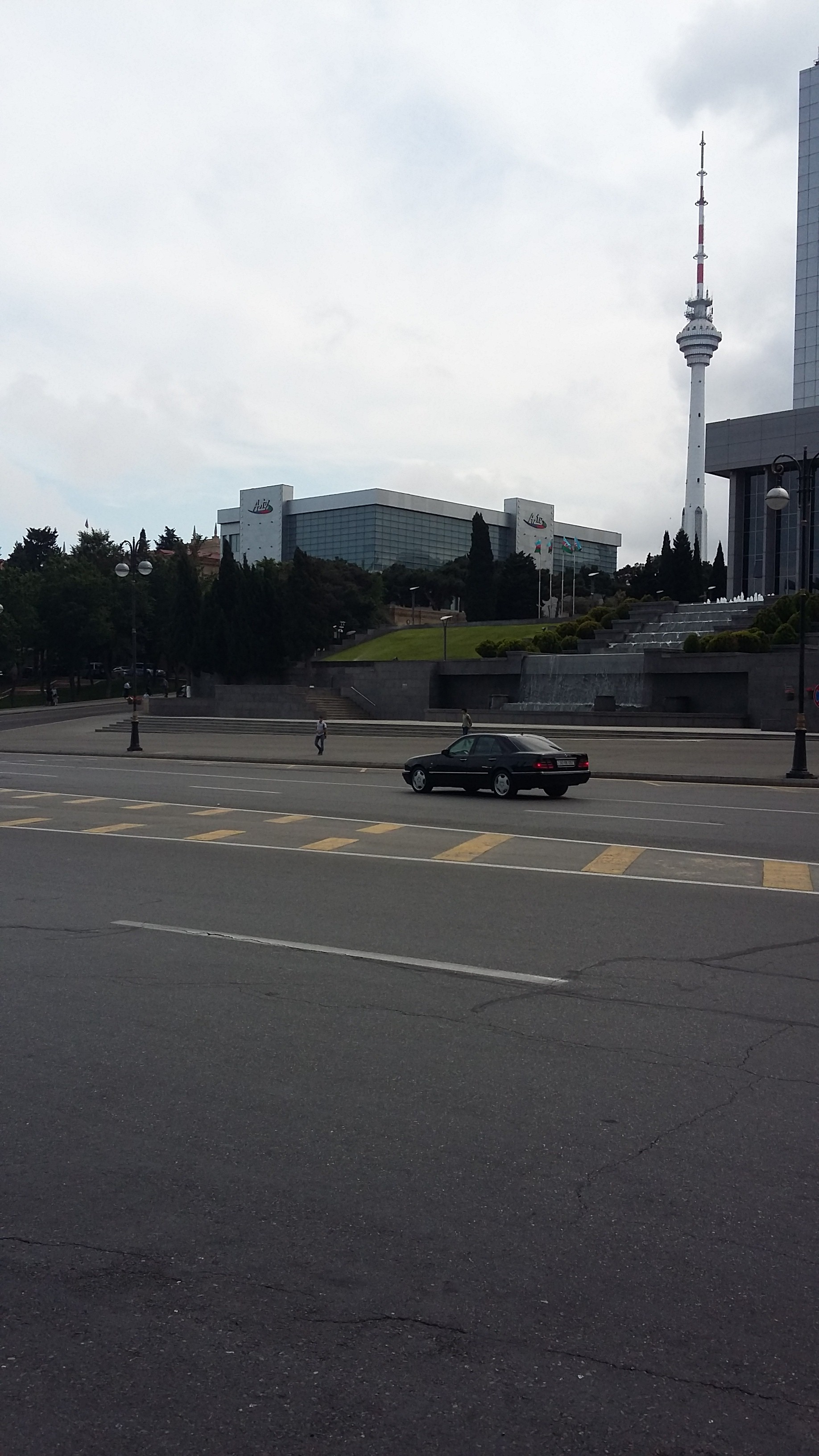
Torre de televisión de Bakú

La Torre de Televisión de Bakú (en azerí: Televiziya Qülləsi, Torre de Telecomunicaciones de Bakú o Torre Azerí), es una torre de telecomunicaciones construida en 1996 en Bakú la capital de Azerbaiyán. Está construida de hormigón, con una altura de 310 metros es la estructura más alta de Azerbaiyán. 
La torre se ha convertido en uno de los símbolos más importantes de Bakú, sirviendo de telón de fondo para muchas de las películas ambientadas en la ciudad. 
La torre fue proyectada en base de la decisión del Consejo de Ministros de la URSS. Los trabajos de construcción comenzaron en 1979 y de acuerdo con el plan inicial de construcción el proyecto debería haber sido terminado en 1985. Después de la vuelta de Heydar Aliyev al poder en 1993, la construcción de la torre continuó y en 1996 se llevó a cabo la ceremonia de inauguración oficial del complejo.
Más recientemente un restaurante giratorio en el piso 62 a 175 metros fue inaugurado en 2008. En ocasiones, la iluminación de la Torre TV Bakú cambia de color de acuerdo a eventos especiales. Por ejemplo en la fiesta nacional del país la torre se ilumina en azul, rojo y verde, los colores de la bandera de Azerbaiyán. 